# Interneringsläger

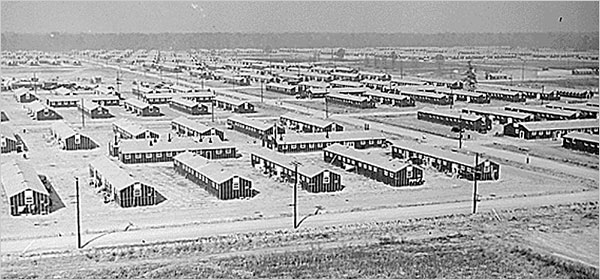
"The War Relocation Authority camp near Jerome, Ark., in 1942." Interneringsläger för japanska amerikaner i Jerome, Arkansas, USA.

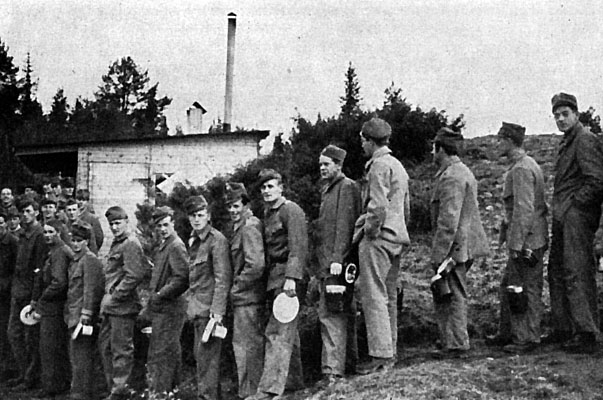
Matkö vid interneringslägret i Sveg, Sverige, 1940.

Interneringsläger var enligt Svenska akademiens ordbok 1926 läger för politiska fångar.
Termen används för anläggningar där de internerade är utvalda efter specifika kriterier och inte som individer fängslade efter en fällande dom i en civil domstol. Interneringslägrets syfte är att hålla politiska motståndare, medborgare av fientliga länder, specifika etniska eller religiösa grupper, civila ur en krigszon eller andra kategorier av individer isolerade och inspärrade.
Var gränsen går mellan det som kallas interneringsläger och det som kallas koncentrationsläger är oklart. En skillnad kan dock sägas vara att ett interneringslägers enda uppgift är att internera folk, medan det i koncentrationsläger även kan förekomma tvångsarbete och systematiska avrättningar.

## Användning
De läger som fanns i Sverige och USA under andra världskriget benämns interneringsläger.[källa behövs] Den franska Vichyregimens läger för motståndsmän och judar kallas ibland interneringsläger, ibland koncentrationsläger. De flesta av Nazitysklands läger kallas koncentrationsläger; det var den formella benämningen de gavs av den nazistiska regimen.
Som ett resultat av missförhållanden bland fängslad civilbefolkning under andra världskriget upprättades den fjärde Genèvekonventionen år 1949 för att garantera skydd åt civila som under krigstid hamnar i fientlig kontroll eller vars land ockuperas av en fientlig makt. Denna konvention har ratificerats av 194 länder. Interneringsläger för krigsfångar är skapade i syfte att hålla medlemmar av en fiendes militär fängslade under villkoren i den tredje Genèvekonventionen.

## Internering av krigförande
Interneringsläger är förläggningar inom vilka politiska flyktingar eller personal tillhörande krigförande stats militära styrkor, som flyende eller nödställda har tagit sig in på neutralt område, omhändertas enligt vissa folkrättsliga regler.
Neutrala stater i en konflikt som mottar trupper tillhörande de krigförande arméerna på sitt territorium är skyldiga att internera dessa trupper tills konflikten har upphört i enlighet med den V:e Haagkonventionen. Dessa trupper skall interneras i läger under bevakning på betryggande avstånd från krigsskådeplatsen, för att dessa trupper inte skall kunna återupptaga stridigheterna efter att ha sökt skydd på neutralt territorium. Den neutrala staten skall förse de internerade med mat och kläder samt sörja för deras välbefinnande. Kostnaden för interneringen skall den neutrala staten kompenseras för vid fredsslutet av de krigförande parterna vars trupper har internerats.